# Stock Island (Floride)
Stock Island est une census-designated place du comté de Monroe, dans l'État de Floride, aux États-Unis,. En 2020, elle compte une population de 4 722 habitants.